# 성표
성표(星表, Star catalogue, 문화어: 항성목록)는 항성의 위치와 등급, 분광형, 시차 등의 값과 특성을 기록한 천체목록이다. 현대 천문학에서 항성은 성표의 번호로 표시된다. 오랜 세월에 걸쳐 다양한 목적을 위해 많은 성표가 편찬되어 왔지만, 아래에서는 대표적인 것에 대해서만 다룬다. 현재 사용되고 있는 성표의 대부분은 온라인으로 구할 수 있으며, NASA의 Astronomical Data Center 등에서 다운로드할 수 있다.

## 고전적인 성표

### 바이어의 《우라노메트리아》(Uranometria)(1603년)
항성을 그리스 문자 또는 라틴 문자와 항성이 위치한 별자리 이름의 소유격을 조합하는 바이어 명명법으로 표기했다. 예를 들어 α Centauri(센타우루스자리 α)와 γ Cygni(백조자리 γ) 등이 있다. 비교적 밝은 항성의 목록으로 현대에도 사용되고 있다.

### 플램스티드의 《대영항성목록》(Historia coelestis Britannica)(1720년)
바이어 명명법에 따른 이름과 마찬가지로 별자리 이름의 소유격을 사용하지만, 그리스 문자 대신에 숫자를 사용한다. 숫자의 순서는 항성의 경도에 따른다. 예를 들어 61 Cygni(백조자리 61)과 47 Ursae Majoris(큰곰자리 47) 등이 있다.

### 라카유의 《남천성도》(南天星圖, Coelum Australe Stelliferum)(1763년)
남반구의 전 하늘의 항성을 수록한 성표. 1750~1754년 남아프리카 공화국의 케이프타운에서 측정한 약 1만개의 항성을 다루고 있다.

### 랄랑드 성표
파리에서 관측할 수 있는 9등급까지의 항성이 수록되어있는 항성 목록으로, 1801년에 간행된 랄랑드의 Histoire Céleste Française에 포함된 최종 버전은 약 47,000개의 항성이 수록되어있다.

## 온 하늘을 다루는 성표
바이어와 플램스티드의 성표에 포함된 항성은 모두 합쳐도 수천 개에 불과하다. 원래는 온 하늘의 모든 항성을 망라해야하지만, 실제로는 수십억 개의 항성을 관측할 수 있기 때문에 성표에 모두 싣는 것은 불가능하다. 따라서 성표는 일반적으로 정해진 등급보다 밝은 항성을 수록하는 것을 목표로 만들어진다.

### 헨리 드레이퍼 목록(HD/HDE)
헨리 드레이퍼 목록(Henry Draper Catalogue)은 1918년부터 1924년까지 만들어진 성표이다. 9~10등급까지의 온 하늘의 항성을 포함하고있다. 항성의 스펙트럼형에 따른 대규모 관측 결과를 수록한 최초의 시도였다. 이 성표는 하버드 대학 천문대의 에드워드 피커링의 지시하에, 애니 점프 캐넌과 그 동료에 의해 편찬되었다. 이 프로젝트는 헨리 드레이퍼의 미망인으로부터 자금기부를 받았기 때문에, 그 공적을 기리기 위해 완성된 성표에 그의 이름을 붙였다.
HD 번호는 바이어 부호와 플램스티드 번호가 없는 항성의 이름으로 오늘날에도 널리 사용되고있다. 1~225300 사이의 숫자는 초판에 수록된 항성에 붙여졌으며, 1900년 춘분의 적경을 기준으로 차례로 번호가 매겨졌다. 225301~359083 사이의 숫자는 1949년 증보판에 수록된 항성에 붙여졌다. 이 증보판 항성의 번호는 HDE 번호를 붙일 수 있지만, 일반적으로는 혼동의 여지가 없도록 초판과 마찬가지로 HD 번호를 붙인다.

### SAO 성표
SAO 성표는 9등급까지의 항성을 망라하고있다. SAO 성표는 HD 목록에 있는 정보 이외에, 각 항성의 고유 운동에 대한 정보를 싣고 있다. 최신 버전에서는 헨리 드레이퍼 목록, 소천성표와 상호참조가 붙어있다.

### 소천성표(BD/CD/CPD)
본소천성표(Bonner Durchmusterung)와 그 후속 시리즈를 포함하는 성표. 사진시대 이전의 성표로서 가장 완전한 목록이다. 본소천성표 자체는 1852년부터 1859년 사이에 독일에서 발표되었으며, 이 성표에서는 320,000개의 항성의 1855년의 위치를 망라하고 있으며, 나중에 남쪽 하늘을 다루는 Sudliche Durchmusterung을 증보, 코르도바에서의 관측을 바탕으로 하는 Cordoba Durchmusterung(CD)으로 보완하여 580,000개의 항성을 수록하였으며, 마지막으로 1896년의 Cape Photographic Durchmusterung(CPD)을 포함하여 온 하늘을 망라하게 되었다.
천문학자들은 항성을 나타낼 때 스펙트럼 정보가 포함된 헨리 드레이퍼 번호를 즐겨 사용하는 경향이 있다. 하지만 본소천성표는 헨리 드레이퍼 목록보다 많은 항성을 포함하기 때문에, 헨리 드레이퍼 목록에 실리지 않은 항성의 경우에는 본소천성표의 이름을 채택하곤 한다.

## 같이 보기
- 항성
- 헨리 드레이퍼 목록
- 항성 분류